# Amara terra mia (album)
Amara terra mia è un album discografico del gruppo musicale Radiodervish pubblicato nel 2006.

## Il disco
Il cofanetto comprendente l'album contiene anche un DVD.
Nel disco sono presenti due versioni di altrettanti brani del cantautore pugliese Domenico Modugno cantate in italiano e in arabo: Amara terra mia (arrangiata con Franco Battiato) e Tu si na cosa grande, registrata dal vivo nell'aprile 2005 presso l'Auditorium Parco della Musica di Roma nel corso dello spettacolo Amara terra mia - Esseri umani in continuo movimento e interpretata insieme all'attore Giuseppe Battiston. Sono presenti inoltre altre letture a cura di Battiston.
Il DVD contiene il video del brano Amara terra mia diretto da Franco Battiato e girato in Salento e una registrazione dal titolo Gramsci e l'hashish, quinto atto dello spettacolo già citato Amara terra mia - Esseri umani in continuo movimento condiviso con Battiston. Tale registrazione tuttavia non è stata effettuata a Roma bensì a Bari sempre nell'aprile 2005.

## Tracce
1. Amara terra mia
2. Tu sì 'na cosa grande
3. Le stelle
4. Spirits
5. Radio Dervish
6. Io, vittima del CPT
7. Amara terra mia
8. Belzebù
9. Lettera a un kamikadze
10. Ti protegge
11. Del bene e del male
12. Nathan il Saggio - Prima parte
13. Fedeli d'amore
14. Nathan il Saggio - Seconda parte
15. Bombay Salam
16. L'esigenza
17. I giorni
18. Centro del Mundo
19. Siggil
20. Taci

## Formazione
- Nabil Salameh
- Michele Lobaccaro